# 科德布龙德
科德布龙德（法語：Caudebronde，法語發音：[kod.bʁɔ̃d] ⓘ）是法国奥德省的一个市镇，属于卡尔卡松区。

## 地理
科德布龙德（43°22'44"N, 2°18'38"E）面积6.22 平方千米，位于法国奧克西塔尼大區奥德省，该省份为法国南部沿海省份，北起塔恩省，西北接上加龙省，西接阿列日省，南至东比利牛斯省，东临地中海，东北与埃罗省接壤。
与科德布龙德接壤的市镇（或旧市镇、城区）包括：屈克萨克卡巴代斯、莱马尔蒂、米拉瓦勒卡巴代斯、拉图雷特卡巴代斯、维拉尼耶尔。

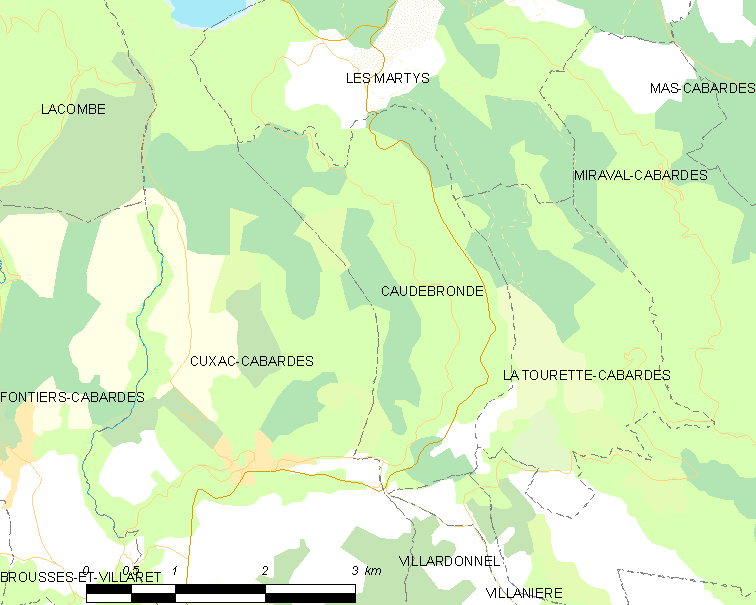
科德布龙德的OSM定位图

科德布龙德的时区为UTC+01:00、UTC+02:00（夏令时）。

## 行政
科德布龙德的邮政编码为11390，INSEE市镇编码为11079。

## 政治
科德布龙德所属的省级选区为奥尔比耶勒河谷县。

## 人口

1962-2008年间科德布龙德人口变化图示

科德布龙德于2022年1月1日时的人口数量为220人。